# Ramon Dekkers
Ramon Dekkers (n. 4 septembrie 1969, Breda, Țările de Jos – d. 27 februarie 2013, Breda, Țările de Jos) a fost un kickboxer neerlandez și un campion mondial de opt ori la muay thai / kickboxing. El a fost cel mai cunoscut luptător non-tailandez din Thailanda în anii 90. El a fost, de asemenea, primul străin care a primit premiul „Muay Thai Fighter Of the Year” din Thailanda.